# Магістратська реформація
Магістратська реформація, магістратна (магістратова) реформація — складалася з лютеранських та кальвіністських реформаторів, й вказує на їх відношення до світської влади, наприклад, до князів, магістратів або до міських рад, тобто «до магістратури». Протиставляється у цьому відношенні радикальній реформації, що відкидала будь-яку світську владу над церквою.
Магістратська реформація аргументувала взаємозалежність церкви та світської влади, тобто «магістрат мав право на владу всередині церкви, подібно до того, як церква могла покладатися на владу магістрату для забезпечення дисципліни, придушення єресі чи підтримання порядку».
Крім того, термін магістр стосується акценту на авторитетних викладачів. Часто це видно з назв богословських шкіл, що походять від магістратських реформаторів (наприклад лютеранських, кальвіністських та цвінгліанських).
Покладання надії на підкорення вірі населення певних адміністративних одиниць, залежало від першочергового навернення до віри влади, магістрату даної території, чи поселення.
Першим широковідомим випадком використання влади магістрату було «навернення» імператора Костянтина І на початку IV сторіччя.